# Regioni dell'Australia Occidentale

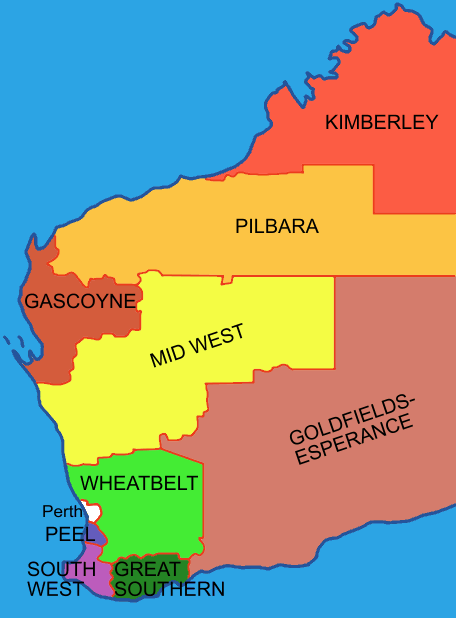
Mappa delle regioni dell'Australia Occidentale

Le regioni dell'Australia Occidentale sono una suddivisione dello Stato dell'Australia Occidentale. Queste suddivisioni non sono univoche, ma sono state applicate per diversi scopi pratici e quindi possono variare a seconda dell'obiettivo che ci si voleva prefiggere.
Il sistema di suddivisione più conosciuto e più utilizzato è quello basato su ragioni di sviluppo economico, attuata dal governo dello Stato, ma altre suddivisioni sono state fatte per ragioni di gestione del territorio, sviluppo agricolo o protezione dell'ambiente.
Le regioni così definite sono 9, che nel loro insieme coprono tutto il territorio dello Stato con l'eccezione dell'area metropolitana di Perth, non inclusa in alcuna regione. Esse vennero regolate da una legge del 1993, che ne delineava i confini ed istituiva per ognuna di esse una Commissione avente lo scopo della promozione economica del territorio. Nell'inglobare le Local Government Areas in regioni si tenne conto dei caratteri distintivi di ognuna di esse: per esempio, la regione di Goldfields-Esperance ha un'economia basata sull'attività estrattiva, mentre la regione del Wheatbelt ha un'economia basata principalmente sull'agricoltura.
Le 9 regioni sono:
- Gascoyne
- Goldfields-Esperance
- Great Southern
- Kimberley
- Mid West
- Peel
- Pilbara
- South West
- Wheatbelt